# Freie Wohlfahrtspflege
Unter Freier Wohlfahrtspflege werden alle Dienste und Einrichtungen verstanden, die sich in freigemeinnütziger Trägerschaft befinden und sich in organisierter Form im sozialen Bereich und im Gesundheitswesen betätigen. Die Freie Wohlfahrtspflege ist eine Säule des Sozialstaates der Bundesrepublik Deutschland. Hauptmerkmale in ihrer Tätigkeit sind Unabhängigkeit und partnerschaftliche Zusammenarbeit mit den öffentlichen Sozialleistungsträgern mit dem Ziel einer sinnvollen und wirksamen Ergänzung von sozialen Angeboten zum Wohle der Hilfesuchenden. Grundlage dieser Zusammenarbeit, soweit sie durch öffentliche und freie Träger geleistet wird, ist das Prinzip der Subsidiarität. Es räumt freien Trägern bei der Erfüllung sozialstaatlicher Aufgaben einen bedingten Vorrang ein.

## Deutschland
In der Bundesarbeitsgemeinschaft der Freien Wohlfahrtspflege (BAGFW) sind die sechs „Spitzenverbände der Freien Wohlfahrtspflege“ in Deutschland zusammengeschlossen. Sie haben jeweils eine Vielzahl von Mitgliedsverbänden bzw. -organisationen. Diese Spitzenverbände sind:
- die Arbeiterwohlfahrt (AWO) mit Sitz in Berlin
- der Deutsche Caritasverband (DCV) mit Sitz in Freiburg im Breisgau – für die römisch-katholische Wohlfahrtspflege
- der Deutsche Paritätische Wohlfahrtsverband (Der PARITÄTISCHE) mit Sitz in Berlin
- das Deutsche Rote Kreuz (DRK) mit Sitz in Berlin
- die Diakonie Deutschland im Evangelischen Werk für Diakonie und Entwicklung mit Sitz in Berlin – für die evangelische Wohlfahrtspflege
- die Zentralwohlfahrtsstelle der Juden in Deutschland (ZWST) mit Sitz in Frankfurt am Main – für die jüdische Wohlfahrtspflege

Es handelt sich hierbei um gemeinnützige Organisationen, die ihr Handeln an z. B. religiösen (Caritas, Diakonie, ZWST), humanitären (DRK, Paritätischer Wohlfahrtsverband) oder politischen (AWO) Überzeugungen orientieren. Die Verbände sind selbstlos tätig und verfolgen nicht in erster Linie eigenwirtschaftliche Zwecke. Unter dem Dach der Wohlfahrtsverbände arbeiten eine Fülle meist rechtlich selbständiger Organisationen. So betreiben Wohlfahrtsverbände bzw. deren rechtlich eigenständige Unterorganisationen (Landes-, Diözesan-, Bezirksverbände, Kirchengemeinden oder eingetragene Vereine, gemeinnützige GmbHs) Krankenhäuser, Kindergärten, Altenheime, Banken wie die Bank für Sozialwirtschaft AG, Pensionskassen wie die VERKA. Das Evangelische Werk für Diakonie und Entwicklung sowie der Deutsche Caritasverband sind auch Gesellschafter des international tätigen Versicherungsmaklers Ecclesia Gruppe. Der Deutsche Paritätische Wohlfahrtsverband ist Mitgesellschafter des zur Gruppe gehörenden UNION Versicherungsdienstes.
Weit über 50 % aller sozialen Einrichtungen in Deutschland sind in Trägerschaft der FW. Ein großer Teil der Arbeit wird von Menschen freiwillig und unentgeltlich im Ehrenamt geleistet. Allerdings nimmt die Bereitschaft der Menschen, sich im Rahmen von Wohlfahrtsverbänden zu organisieren, in den letzten Jahren kontinuierlich ab („Krise des Ehrenamtes“). Dies hängt möglicherweise damit zusammen, dass die Attraktivität der besonderen Werte, die die einzelnen Verbände repräsentieren, nachlässt (siehe auch Freier Träger).
Der Deutsche Caritasverband und das Diakonische Werk sind in den vergangenen Jahrzehnten zum weltweit größten privaten Arbeitgeberverbund aufgestiegen. Im Bereich der christlichen Wohlfahrtspflege werden bei etwa 1,5 Millionen Beschäftigten jährlich rund 45 Milliarden Euro umgesetzt. In der Bevölkerung ist die weitreichende Refinanzierung dieses karitativen Engagements kaum bekannt. Spenden und Eigenmittel (z. B. aus der Kirchensteuer) dienen heutzutage der Finanzierung staatlicherseits nicht unterstützter ergänzender Aktivitäten, die sich aus der weltanschaulichen Grundüberzeugung der Verbände ergeben.
Der staatlicherseits erwünschte freie Wettbewerb zwischen den Wohlfahrtsorganisationen hat in den vergangenen Jahren zu einer Ökonomisierung der Einrichtungen geführt, was in einer Studie des Instituts der deutschen Wirtschaft Köln aus dem Jahre 2004 („Auf den Schultern der Schwachen“) wiederum kritisch gesehen wird.

### Aufgaben
Es gibt gesetzlich verankerte Aufgaben des Sozialstaats wie im Gesundheitswesen oder der Sozialhilfe. Die Durchführung der Aufgaben kann partnerschaftlich von den großen Verbänden übernommen werden.
Daneben gibt es freie Aufgaben wie die Tafeln oder Suppenküchen, die sich kleinere Verbände und Vereine selbständig wählen.

### Finanzierung
Die kleinen Wohlfahrtsverbände und Vereine finanzieren sich und ihre freien Aufgaben ausschließlich aus Spenden.
Anders verhält es sich bei den großen Wohlfahrtsverbänden als Auftragnehmer des Sozialstaats. Die Arbeit dieser Wohlfahrtsverbände wird zu weit über 90 Prozent aus staatlichen Mitteln bzw. den Sozialversicherungen finanziert. Mehrheitlich handelt es sich dabei um Leistungsentgelte (z. B.aus Verträgen mit Landkreisen oder Städten über Stundensätze oder aus der Pflegeversicherung), teilweise gibt es aber auch pauschale Zuschüsse.
Im Zuge der globalen Einsparungen des Staates verlegen sich die Träger der freien Wohlfahrtspflege darüber hinaus auch immer mehr auf die Erwirtschaftung von Einnahmen in rein wirtschaftlichen oder zumindest wirtschaftsnahen Bereichen (z. B. Betreibung von Seniorencafés, Landschaftspflege etc.).
Ebenfalls an Bedeutung bei der Grundfinanzierung der Arbeiten der Träger und Verbände der freien Wohlfahrtspflege gewinnt die Finanzierung von zeitlich begrenzten Aktivitäten (Projekten) aus den unterschiedlichsten EU-Finanzierungsinstrumenten, insbesondere seit 2007 mit dem erleichterten Zugang von NROs/NGOs an europäische Fördermittel. Trotzdem liegt hier Deutschland immer noch weit hinter dem europäischen Durchschnitt, gleichbedeutende Strukturen in Frankreich oder Italien sind in der Einwerbung europäischer Mittel zur Finanzierung ihrer Arbeit vergleichsweise effizienter.

Beispielhaft seien hierfür insbesondere die jeweils in den Mitgliedsstaaten verwalteten Europäischen Sozialfonds (ESF) genannt, aber auch EU-Aktionsprogramme wie DAPHNE, LLP oder auch Europa für Bürgerinnen und Bürger.

### Muslimische Wohlfahrtspflege in Deutschland
Mit dem Beschluss vom 10. November 2015 hat die Deutsche Islam Konferenz (DIK) die Wohlfahrtspflege als Thema der gesellschaftlichen Teilhabe zu einem der Arbeitsfelder der laufenden Legislaturperiode erklärt. In diesem Zusammenhang wurden die muslimischen Gemeinden in Deutschland animiert, einen eigenen islamischen Wohlfahrtsverband zu gründen. Im Jahr 2018 wurde im Rahmen der Deutschen Islamkonferenz An-Nusrat e. V. als erster islamischer Wohlfahrtsverband gegründet.
Auf der Grundlage des DIK-Beschlusses haben die Spitzenverbände der Freien Wohlfahrtspflege, die DIK angehörenden Verbände, das Bundesministerium für Familie, Senioren, Frauen und Jugend (BMFSFJ) unter Beteiligung des Bundesministeriums des Innern (BMI) einen regelmäßigen Dialog mit den muslimischen Gemeinden über Umsetzungsschritte geführt und Schwerpunkte der Arbeit definiert.

## Österreich
Die österreichischen Einrichtungen der freien Wohlfahrtspflege sind:
- Caritas Österreich, Hilfswerk der römisch-katholischen Kirche
- Diakonie Österreich, Organisation der evangelischen Kirche
- Hilfswerk Österreich, ÖVP-nahe Vereinigung
- Österreichisches Rotes Kreuz
- Volkshilfe Österreich, SPÖ-nahe Vereinigung
- Malteser Hospitaldienst Austria, Vereinigung des Malteserordens
- Arbeiter-Samariter-Bund Österreichs, Vereinigung des Samariterbundes
- Johanniter-Unfall-Hilfe Österreich, Organisation der evangelischen Kirche
- Vereinigung Senioren Hilfswerk – Sozial Medizinischer Dienst Österreich

Die fünf größten Trägerorganisationen (Caritas, Diakonie, Hilfswerk, ÖRK, Volkshilfe) bilden seit 1995 die Bundesarbeitsgemeinschaft Freie Wohlfahrt (BAG), um gemeinsame sozialpolitische Anliegen zu artikulieren sowie eine Verbesserung der Rahmenbedingungen für die Arbeit privater gemeinnütziger Träger in Österreich zu erreichen. Themenschwerpunkte sind Pflege, Sozialhilfe, Armut, Integration und Kinderbetreuung.